# Angel (album)
Pour les articles homonymes, voir Angel.
Albums de Angel
Helluvah Band
(1975)
Singles
1. Rock and Rollers
Sortie : 1975

Angel est le premier album du groupe de glam rock / hard rock américain, Angel. Il est sorti le 27 octobre 1975 sur le label Casablanca Records et a été produit par Derek Lawrence & Big Jim Sullivan.

## Historique
Peu après avoir signé son premier contrat discographique avec Casablanca Records et avoir trouvé son management (Toby Management), le groupe quitta Washington pour se rendre à Los Angeles. Il s'installa dans les Wally Heider Recording Studios d'Hollywood pour enregistrer son premier album.
Cet album est dominé par les claviers de Gregg Giuffria ce qui donne une musique résolument tourné vers un rock progressif même si le hard rock fait déjà une percée avec entre autres les titres Rock and Rollers (qui sera aussi le seul single issu de cet album), Broken Dreams où On & On.
Cet album se classa à la 156e place du Billboard 200 aux États-Unis.

## Liste des titres
Face 1
| No | Titre          | Auteur                                      | Durée |
| -- | -------------- | ------------------------------------------- | ----- |
| 1. | Tower          | Frank DiMino, Gregg Giuffria, Punky Meadows | 6:52  |
| 2. | Long Time      | DiMino, Giuffria, Meadows                   | 7:00  |
| 3. | Rock & Rollers | DiMino, Giuffria, Meadows                   | 3:57  |

Face 2
| No | Titre          | Auteur                                         | Durée |
| -- | -------------- | ---------------------------------------------- | ----- |
| 4. | Broken Dreams  | DiMino, Meadows                                | 5:13  |
| 5. | Mariner        | Jim Sullivan, Derek Lawrence, DiMino, Giuffria | 4:19  |
| 6. | Sunday Morning | DiMino, Giuffria                               | 4:15  |
| 7. | On & On        | DiMino, Giuffria, Mickey Jones, Meadows        | 4:22  |
| 8. | Angel (Theme)  | Barry Brandt, Giuffria                         | 1:38  |

## Musiciens
- Frank DiMino: chant
- Gregg Giuffria: orgue, piano, clavinet, harpsichord, synthétiseurs, moog
- Punky Meadows: guitares
- Mickey Jones: basse électrique
- Barry Brandt: batterie, percussions

## Chart
| Pays       | Durée du classement | Meilleur classement |
| ---------- | ------------------- | ------------------- |
| États-Unis | 6 semaines          | 156e                |